# Giulio Marini
Giulio Marini (Viterbo, 8 aprile 1957) è un politico italiano, sindaco di Viterbo dal 2008 al 2013 e presidente della Provincia di Viterbo dal 1997 al 2005.
È stato anche senatore dal 2006 al 2008 e poi deputato dal 2008 al 2013.

## Biografia
Diplomato come perito capo-tecnico elettrotecnico presso l'ITIS Leonardo da Vinci di Viterbo, impiegato dirigente del gruppo della Rinascente, nel 1987 lavora presso la Camera di Commercio di Viterbo. Nel 1994 si iscrive a Forza Italia e due anni dopo divenne consigliere comunale in città; sempre a Viterbo fu vicesindaco fino al 1997 e nello stesso tempo assessore allo sviluppo economico ed all'ambiente.
Dal 1997 al 1999 e poi dal 2000 al 2005 è presidente della provincia di Viterbo, potendo contare in entrambe le esperienze sull'accordo con i partiti del centrodestra (esclusa, nella prima occasione, la Lega Nord).
Cavaliere della Repubblica Italiana, viene eletto senatore alle consultazioni politiche del 2006 nella lista di Forza Italia. L'omonimia con il candidato alla presidenza di Palazzo Madama Franco Marini ha causato un po' di confusione durante il primo scrutinio dell'elezione della seconda carica dello Stato.
Nel 2008 viene eletto sindaco di Viterbo al ballottaggio delle elezioni comunali con il 61,95% dei voti, battendo il candidato del Partito Democratico Ugo Sposetti.
Nel rispetto della Corte Costituzionale, che ha sancito l'incompatibilità tra le cariche di parlamentare e di sindaco dei Comuni con oltre 20 000 abitanti, il 18 gennaio 2012 rassegna le dimissioni dalla Camera, optando per la carica di Sindaco di Viterbo.
Il 5 settembre 2012 rassegna le dimissioni da Sindaco di Viterbo a seguito della crisi politica nella maggioranza in consiglio comunale. Il 24 settembre ritira le dimissioni dopo aver risolto la crisi di maggioranza.
Si ricandida alle elezioni amministrative del 2013, dove però viene sconfitto al ballottaggio dal candidato di centro-sinistra Leonardo Michelini, diventando così consigliere comunale di minoranza.
Alle elezioni amministrative del 2018 viene eletto nuovamente consigliere comunale, nella maggioranza del Sindaco Giovanni Arena.
Alle elezioni amministrative del 2022 non risulta eletto, ma tuttavia rientra in consiglio comunale due anni dopo per surroga.